# 440
440是439與441之間的自然數。

## 数学性质
- 合數，正因數有1、2、4、5、8、10、11、20、22、40、44、55、88、110、220和440。
質因數分解為{\displaystyle 2^{3}\times 5\times 11}。
- 過剩數，真因數和為640，盈度為200。
  - 半完全數，和為本身的其中一組因數為1、 4、 5、 8、 10、 11、 20、 22、 40、 44、 55、 220。
- 十进制的哈沙德數。
- 十进制的奢侈數。
- 440是前十七個質數的和。（OEIS:A007504）。
- 440的數字和是8，可以整除440，因此是哈沙德數（OEIS:A005349）。

## 其他領域
- 440年
- 440赫茲在西方音樂中為標準音高，西方樂理中，A440乃是中央C上方的A音符。

## 連項目
- 數表